# Gran Premio de Bélgica de Motociclismo de 1988
El Gran Premio de Bélgica de Motociclismo de 1988 fue la novena prueba de la temporada 1988 del Campeonato Mundial de Motociclismo. El Gran Premio se disputó el 3 de julio de 1988 en el Circuito de Spa-Francorchamps. De hecho, la lluvia y un circuito muy peligroso provocó que muchos pìlotos cayeran y se quejaran por lo inadecuado que resulta este Gran Premio en el calendario mundial.

## Resultados 500cc
El australiano Wayne Gardner, actual campeón del mundo, obtuvo la segunda victoria consecutiva de la temporada. Gardner tuvo un interesante mano a mano con el francés Christian Sarron hasta que este cayó a cinco vueltas del final. Completaron el podio los estadounidenses Eddie Lawson, quien continúa liderando la clasificación provisional, y Randy Mamola, que hizo una remontada desde la novena a la tercera plaza. Este último, montado en Cagiva, lleva al fabricante italiano de motocicletas en el podio de la clase reina después de 13 años.
| Pos.     | Piloto                | Equipo                                   | Moto      | Tiempo     | Pts. |
| -------- | --------------------- | ---------------------------------------- | --------- | ---------- | ---- |
| 1        | Wayne Gardner         | Rothmans Honda Team                      | Honda     | 46:55.210  | 20   |
| 2        | Eddie Lawson          | Marlboro Yamaha Team Agostini            | Yamaha    | +30.110    | 17   |
| 3        | Randy Mamola          | Cagiva Corse                             | Cagiva    | +40.780    | 15   |
| 4        | Didier de Radiguès    | Marlboro Yamaha Team Agostini            | Yamaha    | +41.610    | 13   |
| 5        | Wayne Rainey          | Team Lucky Strike Roberts                | Yamaha    | +43.170    | 11   |
| 6        | Rob McElnea           | Suzuki Pepsi Cola                        | Suzuki    | +1:17.330  | 10   |
| 7        | Ron Haslam            | Team ROC Elf Honda                       | Elf Honda | +1:19.100  | 9    |
| 8        | Pierfrancesco Chili   | HB Honda Gallina Team                    | Honda     | +1:44.230  | 8    |
| 9        | Shunji Yatsushiro     | Rothmans Honda Team                      | Honda     | +1:49.720  | 7    |
| 10       | Patrick Igoa          | Sonauto Gauloises Blondes Yamaha Mobil 1 | Yamaha    | +1:56.070  | 6    |
| 11       | Niall Mackenzie       | Team HRC                                 | Honda     | +2:00.010  | 5    |
| 12       | Alessandro Valesi     | Team Iberia                              | Honda     | +2:12.060  | 4    |
| 13       | Donnie McLeod         | Racing Team Katayama                     | Honda     | +1 Vuelta  | 3    |
| 14       | Marco Papa            | Team Greco                               | Honda     | +1 Vuelta  | 2    |
| 15       | Cees Doorakkers       | Grundig-Daf Racing Team                  | Honda     | +1 Vuelta  | 1    |
| 16       | Fabio Biliotti        | Team Amoranto                            | Honda     | +1 Vuelta  |      |
| 17       | Eddie Laycock         | Millar Racing                            | Honda     | +1 Vuelta  |      |
| 18       | Kees van der Endt     | Autobedrijf Koens                        | Honda     | +1 Vuelta  |      |
| 19       | Rachel Nicotte        | PVI Racing                               | Honda     | +1 Vuelta  |      |
| 20       | Mike Baldwin          | Racing Team Katayama                     | Honda     | +1 Vuelta  |      |
| 21       | Josef Doppler         | MRC Grieskirchen                         | Honda     | +1 Vuelta  |      |
| 22       | Daniel Amatriain      | Ducados Lotus Guarz                      | Honda     | +1 Vuelta  |      |
| 23       | Johan Ten Napel       |                                          | Suzuki    | +1 Vuelta  |      |
| 24       | Georg Robert Jung     | Weigl Telefix Racing Team                | Honda     | +1 Vuelta  |      |
| 25       | Bruno Kneubühler      | Romer Racing Suisse                      | Honda     | +1 Vuelta  |      |
| 26       | Ari Ramo              |                                          | Honda     | +1 Vuelta  |      |
| 27       | Andreas Leuthe        |                                          | Suzuki    | +1 Vuelta  |      |
| 28       | Nicholas Schmassman   | FMS                                      | Honda     | +1 Vuelta  |      |
| 29       | Fabio Barchitta       | Racing Team Katayama                     | Honda     | +2 Vueltas |      |
| 30       | Marco Gentile         | Fior Marlboro                            | Fior      | +2 Vueltas |      |
| 31       | Claus Wulff           |                                          | Honda     | +2 Vueltas |      |
| Ret      | Maarten Duyzers       | HDJ International                        | Honda     | Ret        |      |
| Ret      | Christian Sarron      | Sonauto Gauloises Blondes Yamaha Mobil 1 | Yamaha    | Ret        |      |
| Ret      | Manfred Fischer       | Team Hein Gericke                        | Honda     | Ret        |      |
| Ret      | Kevin Magee           | Team Lucky Strike Roberts                | Yamaha    | Ret        |      |
| Ret      | Larry Moreno Vacondio |                                          | Suzuki    | Ret        |      |
| Ret      | Kevin Schwantz        | Suzuki Pepsi Cola                        | Suzuki    | Ret        |      |
| DNQ      | Josef Krnac           |                                          | Suzuki    | DNQ        |      |
| DNQ      | Tony Carey            |                                          | Suzuki    | DNQ        |      |
| DNQ      | Ian Pratt             |                                          | Suzuki    | DNQ        |      |
| Sources: |                       |                                          |           |            |      |

## Resultados 250cc
El español Sito Pons obtuvo la segunda victorias de la temporada, por delante del suizo Jacques Cornu y el alemán Anton Mang. La clasificación provisional pone a Pons por delante a un solo punto de su compatriota Juan Garriga, que en esta carrera acabó sexto.
| Pos. | Piloto               | Moto    | Tiempo    | Pts. |
| ---- | -------------------- | ------- | --------- | ---- |
| 1    | Sito Pons            | Honda   | 38.48.21  | 20   |
| 2    | Jacques Cornu        | Honda   | 38.49.30  | 17   |
| 3    | Anton Mang           | Honda   | 38.49.94  | 15   |
| 4    | Reinhold Roth        | Honda   | 38.52.59  | 13   |
| 5    | Carlos Lavado        | Yamaha  | 39.43.56  | 11   |
| 6    | Juan Garriga         | Yamaha  | 39.45.02  | 10   |
| 7    | Carlos Cardús        | Honda   | 39.45.25  | 9    |
| 8    | Luca Cadalora        | Yamaha  | 39.46.93  | 8    |
| 9    | Jean-Philippe Ruggia | Yamaha  | 39.48.39  | 7    |
| 10   | Hans Becker          | Yamaha  | 40.07.97  | 6    |
| 11   | Guy Bertin           | Yamaha  | 40.14.09  | 5    |
| 12   | Donnie McLeod        | EMC     | 40.16.14  | 4    |
| 13   | August Auinger       | Aprilia | 40.20.00  | 3    |
| 14   | Helmut Bradl         | Honda   | 40.23.50  | 2    |
| 15   | Paolo Casoli         | Garelli | 40.29.82  | 1    |
| 16   | Javier Cardelús      | Aprilia | 40.30.17  |      |
| 17   | Stefano Caracchi     | Honda   | 40.35.37  |      |
| 18   | Jean-Francois Foray  | Yamaha  | 40.53.26  |      |
| 19   | Jean-Michel Mattioli | Yamaha  | 40.56.90  |      |
| 20   | Jochen Schmid        | Honda   | 41.01.54  |      |
| 21   | Garry Cowan          | Yamaha  | 41.06.47  |      |
| 22   | Massimo Matteoni     | Yamaha  | 41.08.84  |      |
| 23   | Alain Bronec         | Honda   | 41.37.88  |      |
| 24   | Iván Troisi          | Yamaha  | 1 Vuelta  |      |
| 25   | Engelbert Neumair    | Aprilia | 1 Vuelta  |      |
| 26   | Wilco Zeelenberg     | Honda   | 2 Vueltas |      |
| Ret  | Dominique Sarron     | Honda   | Ret       |      |
| Ret  | Manfred Herweh       | Yamaha  | Ret       |      |
| Ret  | Loris Reggiani       | Aprilia | Ret       |      |
| Ret  | Ivan Palazzese       | Yamaha  | Ret       |      |
| Ret  | Martin Wimmer        | Yamaha  | Ret       |      |
| Ret  | Harald Eckl          | Aprilia | Ret       |      |
| Ret  | Masahiro Shimizu     | Honda   | Ret       |      |
| Ret  | Jean-François Baldé  | Rotax   | Ret       |      |
| Ret  | Urs Lüzi             | Honda   | Ret       |      |
| Ret  | Maurizio Vitali      | Rotax   | Ret       |      |
| DNQ  | Christian Boudinot   | Fior    | DNQ       |      |
| DNQ  | Alain Kempener       | Aprilia | DNQ       |      |
| DNQ  | Mario Houssin        | Yamaha  | DNQ       |      |
| DNQ  | René Delaby          | Yamaha  | DNQ       |      |
| DNQ  | Laurent Naveau       | Yamaha  | DNQ       |      |
| DNQ  | Bruno Casanova       | Aprilia | DNQ       |      |
| DNQ  | Siegfried Minich     | Yamaha  | DNQ       |      |
| DNQ  | Bruno Bonhuil        | Honda   | DNQ       |      |
| DNQ  | Alberto Puig         | Honda   | DNQ       |      |
| DNQ  | Thierry Rapicault    | DNQ     |           | Fior |
| DNQ  | Bobby Issazadhe      | Yamaha  | DNQ       |      |

## Resultados 125cc
En el octavo de litro, la carrera se dividió en dos partes a causa de la lluvia y las caídas. La victoria cayó en manos del español Jorge Martínez (Aspar) que consiguió el quinto triunfo de la temporada en esta categoría. Los otros ocupantes del podio fueron el italiano Ezio Gianola (que sigue a Aspar en la clasificación general a 14 puntos) y el también español Julián Miralles.
| Pos. | Piloto               | Moto     | Tiempo   | Pts. |
| ---- | -------------------- | -------- | -------- | ---- |
| 1    | Jorge Martínez Aspar | Derbi    | 38.36.01 | 20   |
| 2    | Ezio Gianola         | Honda    | 38.36.45 | 17   |
| 3    | Julián Miralles      | Honda    | 38.48.09 | 15   |
| 4    | Hans Spaan           | Honda    | 38.53.24 | 13   |
| 5    | Gastone Grassetti    | Honda    | 39.08.74 | 11   |
| 6    | Allan Scott          | Honda    | 39.12.90 | 10   |
| 7    | Lucio Pietroniro     | Honda    | 39.13.41 | 9    |
| 8    | Koji Takada          | Honda    | 39.15.20 | 8    |
| 9    | Hisashi Unemoto      | Honda    | 39.22.46 | 7    |
| 10   | Gerhard Waibel       | Honda    | 39.32.54 | 6    |
| 11   | Domenico Brigaglia   | Rotax    | 39.34.20 | 5    |
| 12   | Pier Paolo Bianchi   | Cagiva   | 39.34.21 | 4    |
| 13   | Adi Stadler          | Honda    | 39.38.55 | 3    |
| 14   | Robin Appleyard      | Honda    | 39.49.14 | 2    |
| 15   | Jussi Hautaniemi     | Honda    | 39.55.34 | 1    |
| 16   | Heinz Lüthi          | Honda    | 40.06.19 |      |
| 17   | Manuel Hernández     | Honda    | 40.06.96 |      |
| 18   | Alfred Waibel        | Waibel   | 40.09.2  |      |
| 19   | Krysztof Galatowicz  | Honda    | 40.09.30 |      |
| 20   | Bady Hassaine        | Honda    | 40.23.36 |      |
| 21   | Robin Milton         | Honda    | 40.28.37 |      |
| 22   | Hubert Abold         | Honda    | 40.31.79 |      |
| 23   | Thierry Feuz         | Rotax    | 40.40.80 |      |
| 24   | Mike Leitner         | LCR      | 40.43.12 |      |
| 25   | Ian McConnachie      | Cagiva   | 40.46.95 |      |
| 26   | Jos van Dongen       | Honda    | 40.47.60 |      |
| 27   | Johnny Wickström     | Honda    | 41.39.65 |      |
| 28   | Serge Julin          | Rotax    | 42.15.39 |      |
| 29   | Esa Kytölä           | Honda    |          |      |
| Ret  | Luis Miguel Reyes    | Garelli  | Ret      |      |
| Ret  | Àlex Crivillé        | Derbi    | Ret      |      |
| Ret  | Juan Ramón Bolart    | JJ Cobas | Ret      |      |
| Ret  | Mandy Fischer        | Rotax    | Ret      |      |
| Ret  | Stefan Prein         | Honda    | Ret      |      |
| Ret  | Corrado Catalano     | Aprilia  | Ret      |      |
| Ret  | Paul Bordes          | Honda    | Ret      |      |
| DNQ  | Jean-Claude Selini   | Honda    | DNQ      |      |
| DNQ  | Manfred Thurmayer    | Honda    | DNQ      |      |
| DNQ  | Håkan Olsson         | Honda    | DNQ      |      |
| DNQ  | Flemming Kistrup     | Honda    | DNQ      |      |
| DNQ  | August Auinger       | MBA      | DNQ      |      |
| DNQ  | Jörg Seel            | Seel     | DNQ      |      |
| DNQ  | Fausto Gresini       | Garelli  | DNQ      |      |
| DNQ  | Fernando González    | Cobas    | DNQ      |      |
| DNQ  | Daniel Lanz          | Rotax    | DNQ      |      |
| DNQ  | Pierre Micciarelli   | Rotax    | DNQ      |      |
| DNQ  | Alain Kempener       | Yamaha   | DNQ      |      |
| DNQ  | Reiner Koster        | Rotax    | DNQ      |      |
| DNQ  | Chris Baert          | Casal    | DNQ      |      |
| DNQ  | Luc Roels            | MBA      | DNQ      |      |
| DNQ  | Chris Beugnier       | Honda    | DNQ      |      |
| DNQ  | Robert Delhalle      | Cagiva   | DNQ      |      |